# Генріх Гардер
Генріх Гардер (нім. Heinrich Harder, нар. 2 червня 1858, Путцар — пом. 5 лютого 1935, Берлін) — німецький художник і професор Прусської академії мистецтв у Берліні. Став відомим завдяки своїм зображенням нині живучих і доісторичних тварин.

## Біографія і творчість

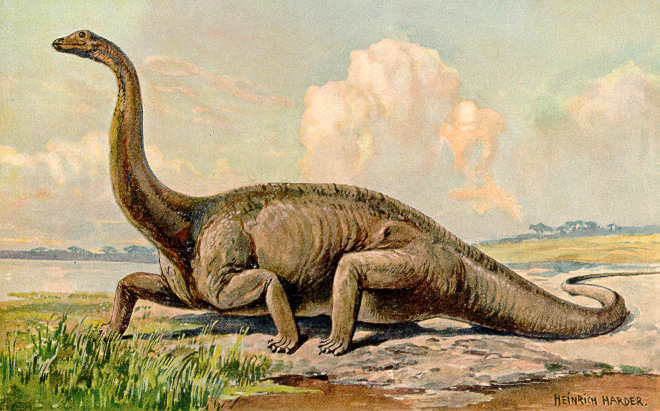
Диплодок, бл. 1913 р.

Гардер почав вивчати живопис з дитинства. Він жив як звичайний художник, продаючи намальовані їм картини. Гардер також створював ілюстрації тварин для книг. У 1906 році, користуючись консультаціями натураліста Вільгельма Бьольше, він вперше виконав кілька ілюстрацій доісторичних тварин.
Як пейзажист, Хардер виставляв картини, натхненні краєвидами Люнебурга (як і його наставник Брахт), Мекленбурга, гірського масиву Гарц, Швеції та Швейцарії, на виставці «Grosse Berliner Kunstausstellun» у 1891 році. Він також був активним художником-декоратором і працював для рекламних компаній.

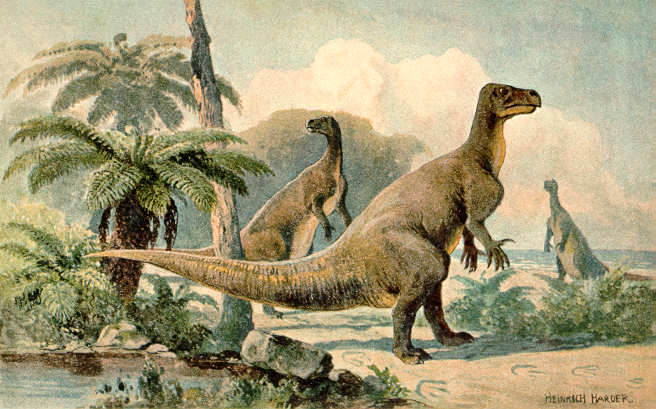
Ігуанодон Гардера в серії Рейхардта

1900 року Хардер підготував 60 літографій для серії Tiere der Urwelt («Тварини первісного світу») гамбурзького виробника какао та шоколаду Теодора Райхардта із зображенням динозаврів, трилобітів, амонітів та первісних ссавців. Письменник Вільгельм Бьольше, з яким Хардер працював з 1898 року, описав тварин на звороті карток. У 1906 році Бьольше опублікував статті про планету Земля у щотижневому журналі «Die Gartenlaube», що також були проілюстровані Гардером. Гардер також брав участь як художник у створенні «Tierbuch» (1908) та «Tierwanderungen in der Urwelt» (1914).
Пізніше, у 1913, Гардер зробив розпис будівлі Берлінського акваріума при Берлінському зоопарку. Крім розписів, що зображали доісторичних тварин, Гардер прикрасив будівлю барельєфами. Вхід до будинку він вінчав статуями голів трицератопса, торозавра, міоланіі, діцінодона та елгінії, а перед входом стояла статуя ігуанодона.
Після цього Хардер проілюстрував ще безліч книг і врешті-решт став професором мистецтва в Берлінському університеті.